# Euphyia completa
Euphyia completa là một loài bướm đêm trong họ Geometridae.